# Cyrtophora
Cyrtophora là một chi nhện trong họ Araneidae.

## Hình ảnh

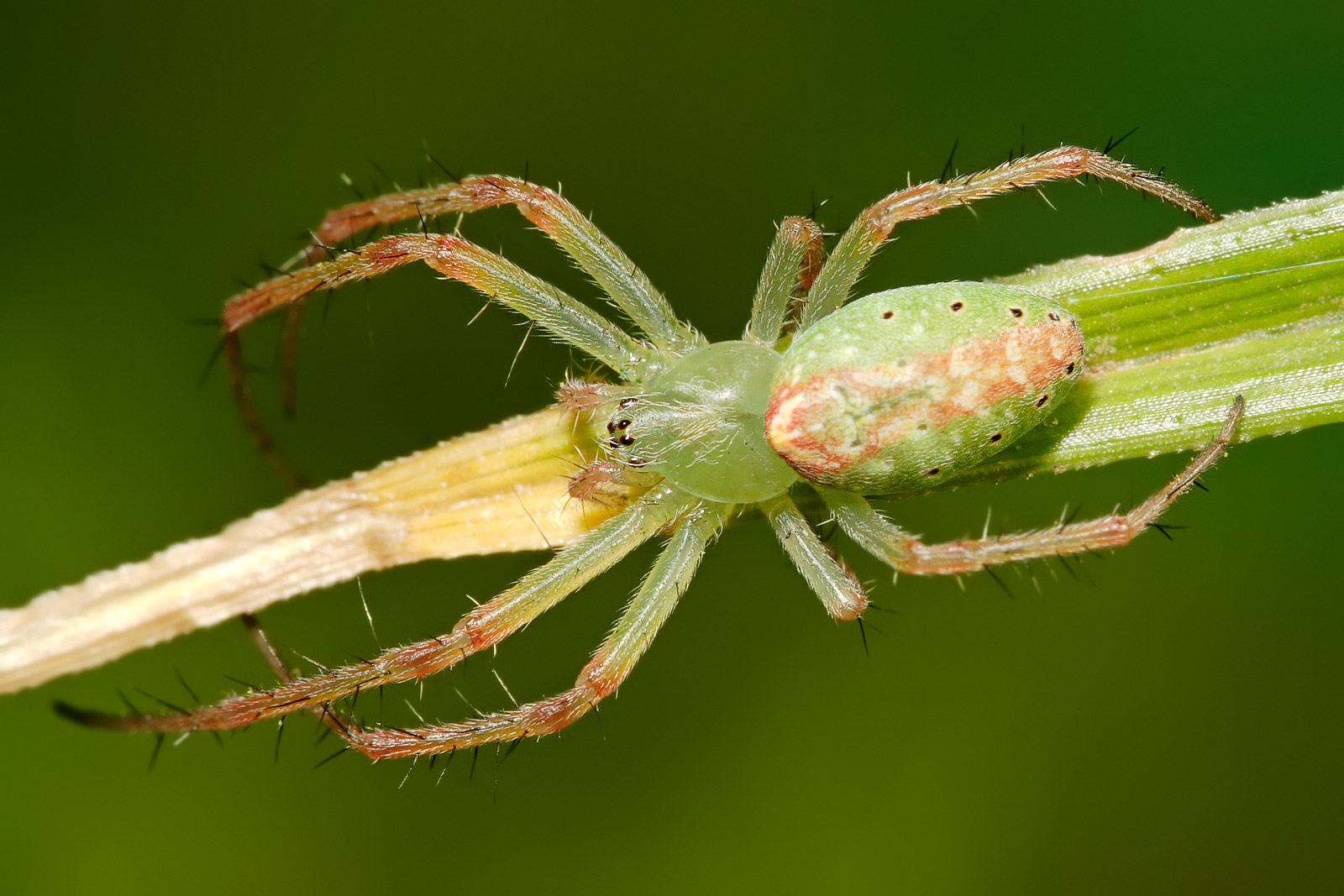
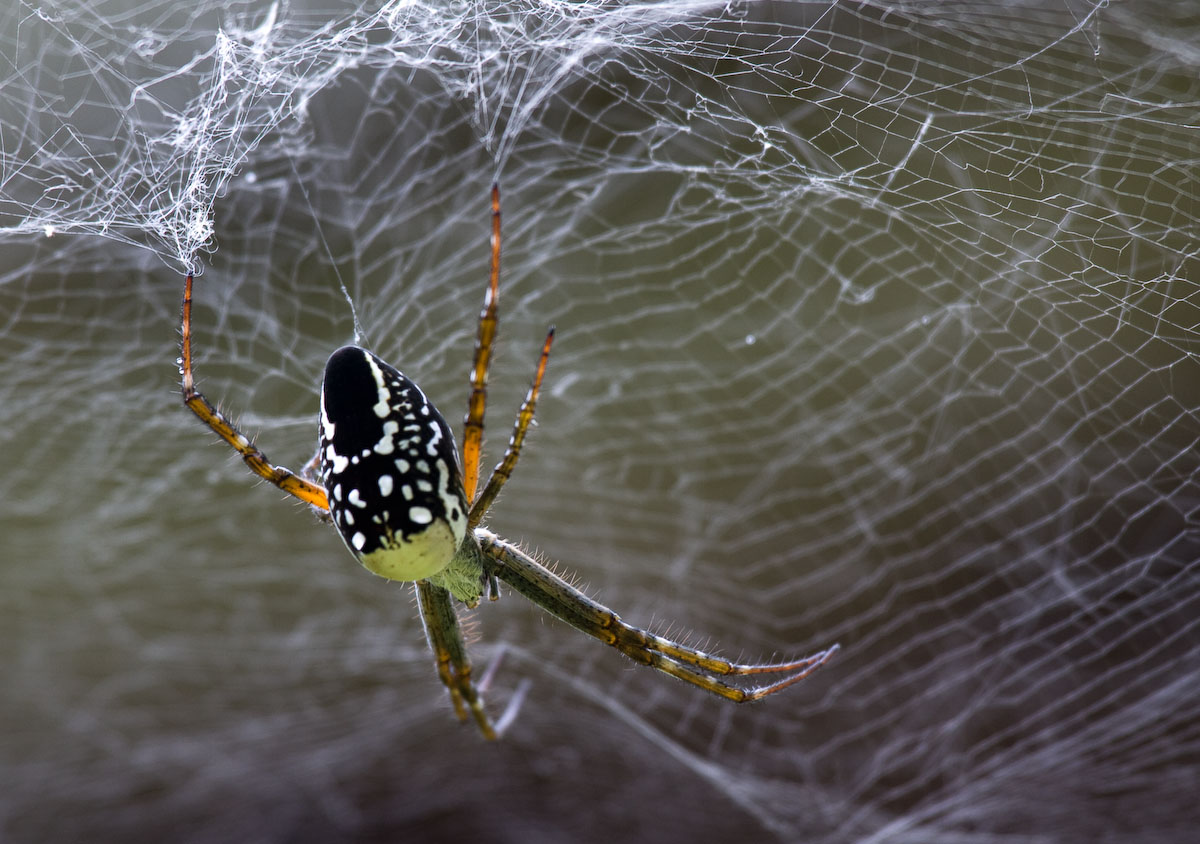
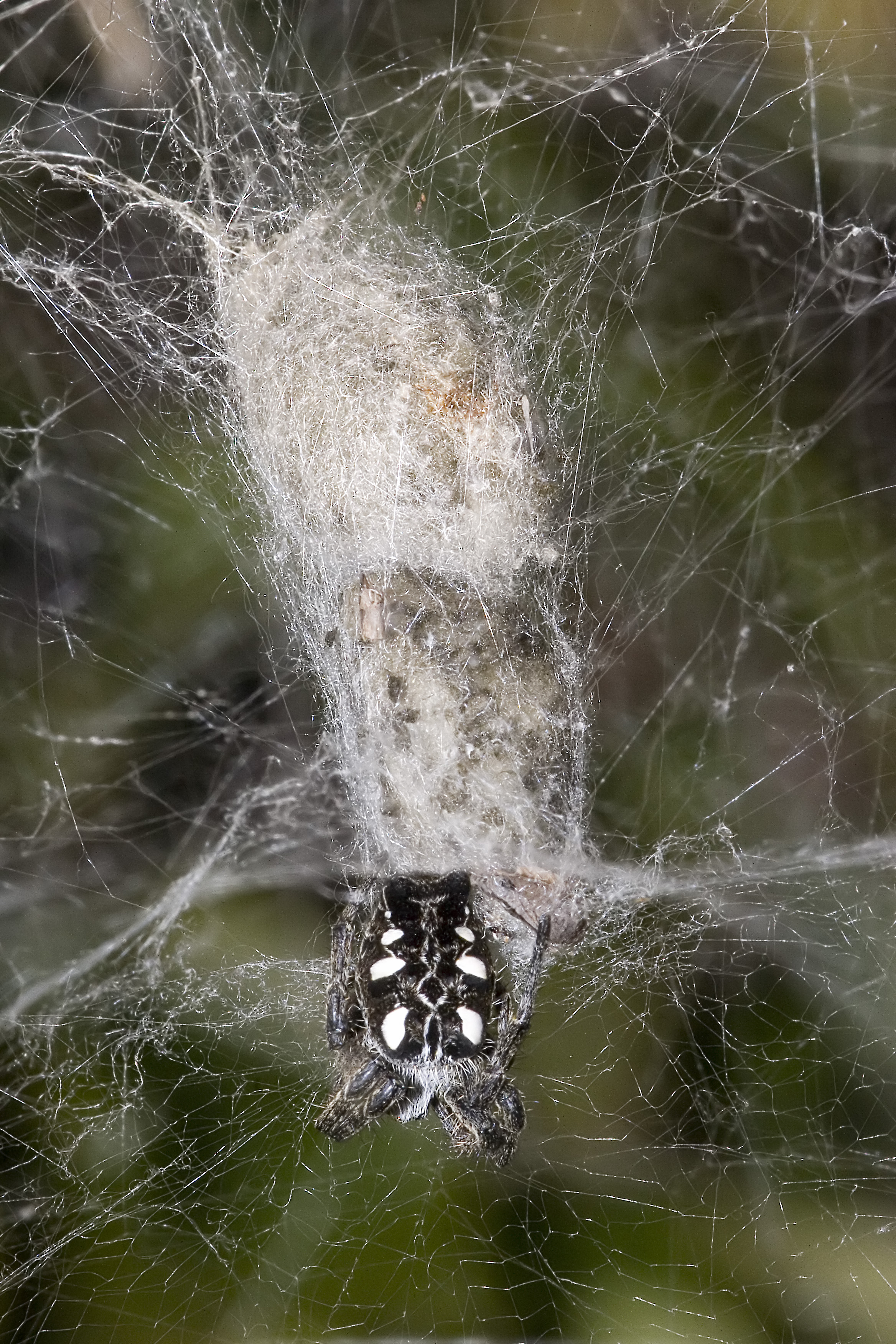
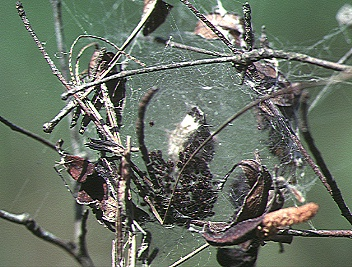